# Alberto Giombini
Alberto Giombini (Jesi, 18 luglio 1898 – 1983) è stato un militare, funzionario e vigile del fuoco italiano.

## Biografia
Fu ufficiale dei bersaglieri nella Grande Guerra, facendo poi parte degli Arditi. Dopo vari incarichi nel Partito Nazionale Fascista, fu nominato Prefetto e, nel 1938, Direttore Generale dei Servizi Antincendi al Ministero dell'Interno, allo scopo di unire i numerosi servizi di pompieri del paese.Allo scopo promosse la creazione del Corpo Nazionale dei Vigili del Fuoco, già operativo nel 1938, anche se nato concretamente con il decreto regio 333 del 1939, Corpo che diresse fino alla fine della seconda guerra mondiale, quando venne epurato e processato per collaborazionismo, venendo tuttavia assolto in formula piena.